# بلير تورجوت
بلير تورجوت (مواليد 22 مايو 1994، لاعب كرة قدم جامايكي يجيد اللعب في الجناح.

## روابط خارجية
- بلير تورجوت على موقع اتحاد السويد (السويدية)
- بلير تورجوت على موقع قاعدة بيانات كرة القدم.إي يو (الإنجليزية)
- بلير تورجوت على موقع ناشيونال فوتبول تيمز (الإنجليزية)
- بلير تورجوت على موقع Soccerbase.com (لاعب) (الإنجليزية)
- بلير تورجوت على موقع Soccerway.com (الإنجليزية)
- بلير تورجوت على موقع AS.com (الإسبانية)